# Líder (El juego del calamar)
Hwang In-ho (황인호, pronunciación en coreano: /hwaŋinho/), también conocido como el Calamar, es el antagonista principal de la serie de Netflix El juego del calamar. Es el líder de la jerarquía de El Juego del Calamar, iniciando y gestionando la competencia de personas con grandes deudas por un premio de ₩45.6 mil millones.
Anteriormente oficial de policía, ganó los juegos en 2015, tras lo cual desapareció de su vida anterior para convertirse en el Líder. Tiene un medio hermano menor, Hwang Jun-ho, también oficial de policía, que se infiltró en los juegos en la primera temporada para buscar a In-ho, quien había desaparecido. En la primera temporada, se muestra al Líder principalmente supervisando y organizando los juegos. Sin embargo, en la segunda temporada aparece infiltrado de participante, con el nombre falso Jugador 001 y "Oh Young-il" (황인호, pronunciación en coreano: /ˈo̞(ː).jʌ̹ŋ.iɭ/) para frustrar los planes de Seong Gi-hun.
El Líder fue creado por Hwang Dong-hyuk e interpretado por Lee Byung-hun, quien colaboró en el desarrollo del personaje. Su voz en inglés es de Tom Choi.

## Apariciones

### Primera temporada
En la primera temporada, In-ho es el organizador de los juegos, se hace llamar el Líder y viste todo de negro. Durante "Luz roja, luz verde", el Líder disfruta viendo el juego mientras escucha "Fly Me to the Moon". Cuando los jugadores regresan al juego, el Líder ordena a un supervisor que vigile a los que no han regresado. Una noche, ocurre un altercado entre los guardias y un jugador que es un médico que ayuda a extraer órganos; al final, el Líder mata a un guardia y ordena la ejecución del médico. También descubre que hay un infiltrado entre los trabajadores. Antes de que lleguen los VIP, descubre que el infiltrado es su hermano, Hwang Jun-ho. En el quinto juego, el Líder sirve como anfitrión para los VIP, y cuando Jun-ho ataca a uno, el Líder comienza una persecución. En una isla remota, el Líder se encuentra con Jun-ho, le revela que es su hermano In-ho y le pide que se una a él, pero Jun-ho lo rechaza e In-ho le dispara y se cae del acantilado. Después de que Seong Gi-hun gana los juegos, el Líder tiene una conversación con él y le dice que piense que todo fue un sueño. Un año después, Gi-hun promete vengarse de los organizadores en una llamada a la que se une el Líder y le dice que se suba al avión, pero Gi-hun cuelga y abandona la terminal.

### Segunda temporada
En la segunda temporada, cuando Gi-hun sale de la terminal, el Líder le dice que se arrepentirá de lo que ha hecho y Gi-hun le responde diciendo que los encontrará.
Dos años después, durante una fiesta de Halloween, el Líder hace que lleven a Gi-hun a una limusina, donde Gi-hun le pide que termine los juegos, pero cuando el Líder revela que estaba al tanto de su plan de capturarlo, saboteándolo, Gi-hun le pide que regrese a los juegos, a lo que el Líder accede preguntándole si está seguro de que quiere jugar al héroe.
Con Gi-hun en el dormitorio, el Líder lo vigila atentamente. Durante "Luz roja, luz verde", el Líder nota que gracias a las instrucciones de Gi-hun, muchos menos jugadores han sido eliminados, porque se infiltra en el juego como el Jugador 001, teniendo el voto decisivo para continuar. In-ho, como Jugador 001, se acerca a Gi-hun y durante el segundo juego forma un equipo con él, quien cuando es su turno de lanzar la peonza, hace perder el tiempo del equipo a propósito. Después del juego, In-ho y su equipo intercambian nombres, presentándose falsamente como Oh Young-il. Por la noche, In-ho le cuenta a Gi-hun una historia basada en la verdad, en la que perdió a su esposa embarazada, y en un intento por salvarlos a ambos, aceptó dinero que le tomaron como soborno y fue expulsado de la fuerza policial. En el tercer juego, In-ho mata a un hombre para salvarse a sí mismo y a Jung-bae. Durante la votación, In-ho intenta que la gente vote para irse, pero no funciona.
Gi-hun se da cuenta de que habrá una pelea esa noche y trama un plan para rebelarse ante los organizadores, dejando a In-ho perplejo. Cuando los guardias entran al dormitorio para detener la pelea, Gi-hun y su equipo, incluido In-ho, matan a los guardias. Se abren paso a través del complejo, cuando los guardias les disparan, con Gi-hun y Jung-bae yendo a la sala de control. In-ho, junto con otros dos jugadores, van a ayudarlos. Finalmente, In-ho traiciona y mata a los dos jugadores que estaban con él, fingiendo también su muerte a Gi-hun. Después de esto, habla con los guardias diciendo "terminemos con esto". Gi-hun y Jung-bae se rinden, e In-ho, vestido como el Líder, le pregunta si valió la pena jugar al héroe y mata a Jung-bae frente a Gi-hun, dejándolo devastado mientras se aleja.

## Concepto y creación
El personaje principal fue creado por el creador de la serie Hwang Dong-hyuk, y fue interpretado por Lee Byung-hun. Lee describió su aparición en la primera temporada como algo más parecido a un "cameo" y que su personaje carecía de una historia de fondo, señalando que no apareció en los esfuerzos promocionales de la primera temporada. Esto cambió en la segunda temporada después de que su personaje recibió un papel más destacado. Debido a su falta de historia de fondo en la primera temporada y a que el personaje no estaba "completamente formado" por Hwang, Lee le hizo muchas preguntas, lo que los llevó a colaborar en la creación de una narrativa "completamente desarrollada". Hwang declaró que los resultados finales lo complacieron, y calificó la decisión del Líder de convertirse en un jugador como el aspecto más importante de la segunda temporada.
Lee afirmó que el personaje tenía tres partes diferentes para él: Hwang In-ho, el Líder, y Oh Young-il, los tres requiriendo diferentes matices según Lee, quien encontró la actuación "la más divertida" para él como actor, considerando que esto es algo desafiante de equilibrar. Citó específicamente la escena en la que mató a un hombre para asegurar su supervivencia y la de Jung-bae durante el sexto episodio como una en la que salen a la luz los tres lados del personaje, y la llamó una "oleada de emociones encontradas". Trabajó con Hwang para crear un equilibrio entre los lados "carismático y escalofriante" del personaje con el fin de crear un equilibrio ideal entre los dos. Lee describe al Líder como alguien que quiere hacer que Gi-hun cambie de mentalidad, para que comparta su desagrado por el mundo. Afirmó que, si bien el Líder se unió a los juegos para cambiar la mente de Gi-hun, su mente había cambiado un poco, diciendo que parece disfrutar de los juegos y que la esperanza de Gi-hun por la humanidad le recuerda al Líder a sí mismo. Sintió que el Líder debe haberse sentido en conflicto por matar a Jung-bae, pero que la personalidad del Líder tiene prioridad, creyendo que matar a Jung-bae era la forma más "extrema" de demostrar que Gi-hun estaba equivocado.
En el doblaje en inglés, su voz es la de la voz enmascarada del actor surcoreano-estadounidense Tom Choi.

## Recepción
Los escritores de Gizmodo Germain Lussier y Cheryl Eddy elogiaron la "duplicidad cuidadosamente calibrada" que le da a Lee "un papel jugoso en el que sumergirse". Therese Lacson para Collider dice que Lee "asume el papel del traidor de los Juegos" y que gracias a la gran interpretación de Lee parece que "las líneas para el Líder están borrosas. A veces, parece que estamos viendo a Hwang In-ho... Pero luego, a veces, parece que estamos con el Líder".